# Хэллахан, Чарльз
Чарльз Джон Хэ́ллахан (англ. Charles John Hallahan; род. 29 июля 1943, Филадельфия, штат Пенсильвания, США ― 25 ноября 1997, Лос-Анджелес, штат Калифорния, США) ― американский актёр кино, телевидения и театра, известный своими ролями в фильмах «Красиво уйти», «Нечто», «Бросив смертельный взгляд» и «Пик Данте». Наиболее известен как капитан Чарли Дивейн в сериале «Охотник».

## Жизнь и карьера
Хэллахан родился в Филадельфии, окончил Университет Рутгерса в Кэмдене и получил степень магистра в Университете Темпла. У него есть брат, отец Кеннет Галлахан, католический священник из Нью-Джерси. В 1960-х Чарльз служил в ВМС США в качестве санитара военно-морского госпиталя, дислоцированного в Пуэрто-Рико. Во время своей актёрской карьеры он часто снимался в роли полицейского. Хэллахан наиболее известен ролью капитана Чарли Дивейна в сериале «Охотник» и ролью тренера в фильме «Зрительный поиск». 
В 1982 году он сыграл геолога Вэнса Норриса в фильме «Нечто». В 1997 году вышла картина «Пик Данте» с его участием. У Хэллахана были постоянные роли в двух популярных телесериалах ― «Грейс в огне» и «Бумажная погоня». 

## Личная жизнь
С 1970 по 1974 год Хэллахан был женат на Элизабет Вайдманн.
С 1983 года и до самой смерти он был женат на Барбаре Грибоски.

## Смерть
В 1997 году Хэллахан получил роль Лиама Билби в девятом сезоне сериала «Звёздный путь: Глубокий космос 9». 25 ноября 1997 года он умер от сердечного приступа за рулём своей машины в Лос-Анджелесе. Роль была передана актёру Нику Тейту.
Он был похоронен на Старом кладбище в Кобе, Ирландия.

## Фильмография

### Кино
- Найтвинг (1979) – Генри
- Красиво уйти (1979) – Пит
- Скрой у всех на виду (1980) – Диксон
- Нечто (1982) – Ванс Норрис
- Сумеречная зона (1983) – Рей
- Звёздная палата (1983) – Офицер Пиккет
- Хорошая пара (1983) – Арчбишоп
- Силквуд (1983) – Эрл Лапин
- Кидко (1984) – Ричард
- Трагедия у алтаря (1984) – Генри
- Зрительный поиск (1985) – тренер Ратта
- Бледный всадник (1985) – Макгилл
- P.K. and the Kid (1987) – Базука
- Смертельная красотка (1987) – сержант Гетц
- Верящий в правду (1989) – Винсент
- Бросив смертельный взгляд (1991) – детектив Моррис
- Улыбка в темноте (1991)
- Тело как улика (1993) – доктор Маккарди
- Чернокнижник: Армагеддон (1993) – Итан Ларсон
- Дэйв (1993) – полицейский
- Розуэлл (1994) – пилот Макинтайр
- Приказано уничтожить (1996) – генерал Сарлоу
- Фанат (1996) – Купер
- Жена богача (1996) – детектив Дэн Фредрикс
- Космический джем (1996) – хозяин Барона
- Вредитель (1997) – Ангус
- Пик Данте (1997) – Пол Дрейфус
- Внезапное нападение (1998) – шериф Картер
- Mind Rage (2001) – Джек Стиллман

### Телевидение
- Досье детектива Рокфорда (1977) – Брайан
- Счастливые дни (1977) – офицер
- Гавайи 5-O (1977) – Ларри Кент
- Даллас (1978) – Гарри Ритлин
- Все в семье (1978) – офицер Гаррисон
- Мыло (1979) – Ленс
- Бумажная погоня (1978–1979) – Эрни
- Хорошие времена (1979) – сержант Сарри
- Уолтоны (1979) – Бейкер
- Супруги Харт (1980) – Уоррен Сенфорд
- Trapper John, M.D. (1981) – Сэм
- МЭШ (1981) – Колин
- Блюз Хилл-стрит (1981) – Чарли
- Брет Маверик (1981) – Фред
- Лу Грант (1979–1982) – Чак
- Сказки Куинна Мартина о неожиданном (1984) – Чарли
- Эквалайзер (1985) – Джордж
- Крылья (1990) – Тед Кобб
- Гражданские войны (1992) – Ральф
- Охотник (1986–1991) – Чарльз
- Застава фехтовальщиков (1992) – Грег
- Полуночная жара (1993) – Боб
- Сирены (1993) – Боб
- Закон и порядок (1993) – Том
- Дикие пальмы (1993) – Гевин
- Розуэлл (1994) – Макинтайр
- Грейс в огне (1993–1994) – Bill Davis
- Без ума от тебя (1994) – Слупи
- Она написала убийство (1994) – Барри
- Военно-юридическая служба (1995) – Томас Уилльямс
- Тренер (1995) – Чарльз Кисли
- Гаргульи (1995–1996) – Тревис Маршалл
- Сестры (1995–1996) – Уилльям
- Полиция Нью-Йорка (1997) – Эрл
- Игроки (1997) – Джек